# Vallecitos de Zaragoza
Vallecitos de Zaragoza är en ort i Mexiko.   Den ligger i kommunen Zihuatanejo de Azueta och delstaten Guerrero, i den södra delen av landet, 290 km sydväst om huvudstaden Mexico City. Vallecitos de Zaragoza ligger 526 meter över havet och antalet invånare är 2 000.
Terrängen runt Vallecitos de Zaragoza är kuperad åt nordväst, men åt sydost är den bergig. Vallecitos de Zaragoza ligger nere i en dal. Runt Vallecitos de Zaragoza är det ganska glesbefolkat, med 48 invånare per kvadratkilometer. Vallecitos de Zaragoza är det största samhället i trakten. I omgivningarna runt Vallecitos de Zaragoza växer huvudsakligen savannskog.